# White Water
White Water (eerder Hara Kiri) is een waterglijbaan in Aqua Mexicana. Het is een glijbaan van het type Hara Kiri Raft Slide, vandaar de vorige naam van de attractie. Oorspronkelijk behoorde de glijbaan bij het attractieaanbod van pretpark Attractiepark Slagharen, maar er werd bij de bouw van het nieuwe zwembadcomplex in 2015 besloten om de glijbaan bij het buitengedeelte van het zwembad te trekken. Sinds 2020 hoort de glijbaan weer bij het reguliere attractiepark.

## Werking
Op de glijbaan wordt gebruikgemaakt van bootjes, die bezoekers van de attractie zelf mee naar boven moeten nemen. Bovenaan de attractie wordt het bootje op een plateau gelegd en kunnen de bezoekers plaatsnemen. Daarna gaat het platform omhoog, waardoor het bootje naar beneden glijdt.
Door de kracht van de boot gaat het water naar beneden en afhankelijk van de zithouding bestaat er de kans dat de inzittenden zeer nat worden.

## Technische informatie
De Hara Kiri bevindt zich aan het einde van de Mainstreet, aan de rand van het park, naast het waterpark Aqua Mexicana. De minimumlengte om er alleen in te mogen is 1.30 meter. Kinderen langer dan 1 meter mogen onder begeleiding van een ouder in de attractie.

## Geschiedenis
De Hara Kiri is in 1991 gebouwd door Van Egdom, een fabrikant van waterattracties en waterspeeltuinen. Het is een pretparkattractie, maar hij deed van 2015 tot en met 2019 dienst als waterglijbaan bij een zwembad.
Hierna deed de White Water weer dienst bij het attractiepark.
Afbeeldingen · Main Street